# Nawal Sekkat
Pour les articles homonymes, voir Sekkat.
Nawal Sekkat est une artiste peintre et sculptrice marocaine, née à Fès le 14 avril 1973.

## Biographie
Nawal Sekkat vit et travaille actuellement à Casablanca.
Elle est diplômée de l’École Technique d’Arts Plastiques de Casablanca en 1994.
Depuis 1993, la peinture est devenue pour elle une passion, une expression nécessaire qui donne du sens à sa vie Dans un premier temps, comme pour beaucoup d’artistes, la reproduction d’œuvres des grands maîtres est un exercice formateur. Elle multiplie les stages artistiques en France et fréquente des ateliers d’artistes plasticiens européens dans un souci de compléter sa formation.
En 2006, en intégrant l’association Ambre International, et à la suite de sa rencontre avec Émilie Guérin, elle se lance dans l’activité associative. Et continue ses expositions à l’international.
En 2015, ses œuvres sont vendues à l'international à Drouot Richelieu Paris.
Nawal Sekkat compte à son actif plusieurs expositions collectives et individuelles et certaines de ses œuvres font partie de plusieurs collections privées et publiques aussi bien au Maroc, en France, en Espagne qu'au Canada.
Membre fondateur de Ambre & Stratégie 
Cofondatrice d'Ambre Maroc et Ambre Art center.

## Expositions

### Expositions individuelles
- Expositions individuelles Galerie Nadar à Casablanca en 2013
- Galerie Art Hall de l’Hôtel Art Palace à Casablanca en 2011[3]
- Mohamed El Fassi à Rabat en 2010[4]
- Galerie Linéart à Tanger en 2008[5]
- Musée d’art et d’histoire de Draguignan en 2008
- Live Gallery à Paris en 2007
- Galerie Espace à Montréal 2003
- Exposition individuelle à Bab Rouyah à Rabat en  2015
- Vente aux enchères de quatre toiles à Drouot dont trois sont adjugées le 16 septembre 2015

### Expositions collectives
| 2021 . Edition du livre : Quel cadre juridique pour l’œuvre artistique ? 2019 . Exposition individuelle à Ambre Art Center Casablanca sous le thème : Une esthétique du féminin. . Exposition 20/20 à la galerie Nadar Casablanca . Travail de recherche scientifique au sein de l’université HASSAN II Casablanca : L e cadre juridique de l’artiste et des métiers artistiques. 2018 . Exposition individuelle au Musée du Patrimoine Amazigh d’Agadir sous le thème : Nuit d’espérance à l’occasion de la journée nationale des droits de la femme marocaine. 2017 . Exposition individuelle organisée par le Ministère de la culture : Nuit des galeries à Ambre Art Center Casablanca . Exposition mail art Bruxelles à la galerie HUBERTY & BREYNE GALLERY BRUXELLES 2016 . Exposition individuelle à la fondation pour les arts, la culture et le patrimoine du Groupe Crédit Agricole du Maroc à Rabat sous thème d’Ors et de lumières… . Mail Art «Voyelle» 2016 – 2017. Exposition internationale Maroc, France et Belgique. 2015 . Vente aux enchères à Drouot-Richelieu Paris. . Exposition individuelle à la grande galerie du Ministère de la Culture : Bab Rouah Rabat Sous le théme : une œuvre dérivé d’un autre. . HeArt Addict au Sofitel Tour Blanche organisé par ArtAgency. . Exposition à l’occasion de journée de la Femme à la bibliothèque nationale de rabat. Organisé Par Arkan et l’Union Nationale de la Femme Marocaine, événement présidé par la Princesse Lalla Meryem. . A l’école Hassania des ingénieurs. Evénement au profit des étudiants. . Dar Souiri dans le cadre du festival des Alizes. . 50 ans de peinture au Maroc. Organisée par l’Amap et la Smapp. A la médiathére de la fondation Hassan II. . Les Esquisses voyagent à Tétouan. Organisée par Ambre Art Center. A la galerie Mekki Meghara à Tétouan. . Au siège du Crédit Agricole à Rabat : 9 artistes. Organisée par la fondation Crédit Agricole. 2014 . Esquisses d’artistes, exposition organisée par Ambre Art Center Casablanca Maroc, avec 40 artistes. . Exposition les enfants de l’art à la galerie Noir sur Blanc Marrakech. . Exposition collective : « Femmes & Art au Maroc » au four Seasons Resort Marrakech. . Exposition 2 plus 2 à la galerie Bassma Casablanca. 2013 . Exposition individuelle Galerie Nadar Casablanca. . Vente aux enchères : les Heures Joyeuses. . Création du centre culturel « Ambre Art Center » centre de formation artistique et d’événementiel. . Professeur d’art plastique à l’INFA. . Participation au Musécole : événement organisé par l’OSUL. 2012 . Inauguration de Bassma Art Gallery Casablanca. . Exposition Ecologie Art au forum de la culture Casablanca. . Participation à la Biennale de Casablanca. . Exposition Hommage à Chaiibia, Regards de Femmes organisée par Inner Wheel à la fondation Al Saaoud Casablanca. . Exposition collective, inauguration de « la galerie des Cœurs » à Marrakech, par la Ligue Marocaine Pour la Protection de l’Enfance. 2011 . Exposition en Italie au Musée des Campionissimi Novi Ligure. . Exposition individuelle à la galerie Art Hall à Casablanca. . Les Rencontres, organisée par Maroc Premium au Sofitel Rabat. 2010 . Exposition individuelle à la galerie du Ministère de la Culture : Med El Fassi Rabat. . Exposition à la galerie 104 El Jadida. . Exposition à la LAREDO Art Gallely Casablanca. . Les Rencontres, exposition collective organisée par Maroc Prémium à Mazagan El Jadida. 2009 . Zone sensible, organisée, à Monaco, par le Comité National Monégasque de l’Association internationale des Arts plastiques (l’AIAP) auprès de l’UNESCO, avec l’Association Marocaine des Arts Plastique (L’AMAP). . Exposition à la galerie Ces ARTS à Casablanca. . ARTOUR Maroc 2009, Echange artistique Maroco-Italien sous le thème de « Correspondance » Consulat Général d’Italie à Casablanca et Galerie d’Art Contemporain Mohamed Drissi à Tanger. 2008 . Exposition individuelle au Musée d’Art et d’histoire de Draguignan France. . Exposition individuelle à la galerie Linèart à Tanger. . ARTOUR Maroc 2008, échange artistique organisé par Ambre Maroc, entre le Maroc et l’Espagne, Sous le thème de « l’Identité Culturelle » à Essaouira. . Exposition à la galerie Art présent à Paris. 2007 . Salon international de Nice. . Participation à l’exposition « Choc des Civilisations ? » à Baitlatif à Essaouira. . Expo sition à la technopole de Sophia Antipolis ARTour France 2007. . Exposition individuelle à LIVE GALLERY à Paris. . Exposition ARTour 2007 au Bastion de Bab Marrakech à Essaouira, échange artistique organisé par Ambre Maroc, entre des artistes marocains et artistes français, sous le thème de l’Eveil. . Membre de l’Association Marocaine des Artistes plasticiens (AMAP). 2006 . Exposition aux galeries Artitudes à paris. . Représentée en permanence à l’Espace Antipolis, côte d’Azur. . Ambassadrice de Ambre internationale |

| 2015 . Vente aux enchères à Drouot-Richelieu Paris. . Exposition individuelle à la grande galerie du Ministère de la Culture : Bab Rouah Rabat Sous le théme : une œuvre dérivé d’un autre. . HeArt Addict au Sofitel Tour Blanche organisé par ArtAgency. . Exposition à l’occasion de journée de la Femme à la bibliothèque nationale de rabat. Organisé Par Arkan et l’Union Nationale de la Femme Marocaine, événement présidé par la Princesse Lalla Meryem. . A l’école Hassania des ingénieurs. Evénement au profit des étudiants. . Dar Souiri dans le cadre du festival des Alizes. . 50 ans de peinture au Maroc. Organisée par l’Amap et la Smapp. A la médiathére de la fondation Hassan II. . Les Esquisses voyagent à Tétouan. Organisée par Ambre Art Center. A la galerie Mekki Meghara à Tétouan. . Au siège du Crédit Agricole à Rabat : 9 artistes. Organisée par la fondation Crédit Agricole. 2014 . Esquisses d’artistes, exposition organisée par Ambre Art Center Casablanca Maroc, avec 40 artistes. . Exposition les enfants de l’art à la galerie Noir sur Blanc Marrakech. . Exposition collective : « Femmes & Art au Maroc » au four Seasons Resort Marrakech. . Exposition 2 plus 2 à la galerie Bassma Casablanca. 2013 . Exposition individuelle Galerie Nadar Casablanca. . Vente aux enchères : les Heures Joyeuses. . Création du centre culturel « Ambre Art Center » centre de formation artistique et d’événementiel. . Professeur d’art plastique à l’INFA. . Participation au Musécole : événement organisé par l’OSUL. 2012 . Inauguration de Bassma Art Gallery Casablanca. . Exposition Ecologie Art au forum de la culture Casablanca. . Participation à la Biennale de Casablanca. . Exposition Hommage à Chaiibia, Regards de Femmes organisée par Inner Wheel à la fondation Al Saaoud Casablanca. . Exposition collective, inauguration de « la galerie des Cœurs » à Marrakech, par la Ligue Marocaine Pour la Protection de l’Enfance. 2011 . Exposition en Italie au Musée des Campionissimi Novi Ligure. . Exposition individuelle à la galerie Art Hall à Casablanca. . Les Rencontres, organisées par Maroc Premium au Sofitel Rabat. 2010 . Exposition individuelle à la galerie du Ministère de la Culture : Med El Fassi Rabat. . Exposition à la galerie 104 El Jadida. . Exposition à la LAREDO Art Gallely Casablanca. . Les Rencontres, exposition collective organisée par Maroc Prémium à Mazagan El Jadida. 2009 . Zone sensible, organisée, à Monaco, par le Comité National Monégasque de l’Association internationale des Arts plastiques (l’AIAP) auprès de l’UNESCO, avec l’Association Marocaine des Arts Plastique (L’AMAP). . Exposition à la galerie Ces ARTS à Casablanca. . ARTOUR Maroc 2009, Echange artistique Maroco-Italien sous le thème de « Correspondance » Consulat Général d’Italie à Casablanca et Galerie d’Art Contemporain Mohamed Drissi à Tanger. 2008 . Exposition individuelle au Musée d’Art et d’histoire de Draguignan France. . Exposition individuelle à la galerie Linèart à Tanger. . ARTOUR Maroc 2008, échange artistique organisé par Ambre Maroc, entre le Maroc et l’Espagne, Sous le thème de « l’Identité Culturelle » à Essaouira. . Exposition à la galerie Art présent à Paris. 2007 . Salon international de Nice. . Participation à l’exposition « Choc des Civilisations ? » à Baitlatif à Essaouira. . Expo sition à la technopole de Sophia Antipolis ARTour France 2007. . Exposition individuelle à LIVE GALLERY à Paris. . Exposition ARTour 2007 au Bastion de Bab Marrakech à Essaouira, échange artistique organisé par Ambre Maroc, entre des artistes marocains et artistes français, sous le thème de l’Eveil. . Membre de l’Association Marocaine des Artistes plasticiens (AMAP). 2006 . Exposition aux galeries Artitudes à paris. . Représentée en permanence à l’Espace Antipolis, côte d’Azur. . Ambassadrice de Ambre internationale au Maroc . Membre du bureau de l’association Ambre International. . Membre fondateur d’Ambre Maroc. 2005 . Exposition à la Cathédrale Sacré Cœur dans le cadre du salon de l’art contemporain marocain. 2003-2005 . Création et animation d’un atelier de peinture pour adultes. . Participation à l’organisation d’événements culturels. . Participation à plusieurs expositions collectives. . Exposition individuelle Outre – Atlantique : Galerie Espace D à montréal Canada. . Participation à la journée du Maroc à montréal. . Exposition collective à l’Espace théâtre royale Marrakech. 2000 – 2002 . Expositions collectives au centre culturel d’Anfa à Casablanca. . Exposition au profit de l’Association de lutte contre le sida (ALCS). 1998 – 2000 . Expositions privées et publiques. 1994 – 1998 . Formation artistique, stages. 1994 . Diplôme d’arts plastiques à l’Ecole technique d’art plastique de Casablanca. |

- Fondation de Ambre Maroc en 2006
- Galerie Artitudes Paris en 2006
- Exposition à Sophia antipolis ARTour France en 2007
- Exposition « choc des civilisations » chez Miloudi à Essaouira  en 2007
- Exposition au Salon international de Nice en 2007
- ARTour Maroc : échange artistique entre le Maroc et la France le thème : « éveil » avec une action en faveur des enfants hospitalisés en 2007
- ARTour Maroc : échange artistique entre la Maroc et l’Espagne le thème « identité culturelle » avec une action en faveur des enfants de la province Essaouira 2008
- Exposition à la galerie d'art présent à Paris en 2008
- ARTour Maroc : échange artistique entre le Maroc et l’Italie le thème : « correspondances » avec une action en faveur des enfants de la rue marocains en 2009
- Zone sensible à Monaco par le comité national monégasque de l’association internationale des arts plastiques auprès de l'UNESCO avec l'association marocaine des arts plastiques en 2009
- Artour Maroc sur le thème : correspondance/mourassalat au consulat d'Italie à Casablanca et la galerie d'art contemporain mohamed Drissi à Tanger.Echange Maroco-Italien en 2009
- Exposition à la galerie Ces Arts à Casablanca en 2009
- Exposition à la galerie 104 EL Jadida en 2010
- Exposition à Laredo art gallery à Casablanca en 2010
- Rencontre organisée par Maroc Premium à Mazagan  EL Jadida en 2010
- Exposition Artour Italie au musée des campionissimi Novi ligure en 2011
- Rencontres grande exposition organisée  par Maroc Premium au Sofitel de Rabat en 2011
- Ambre Art Center :Organisation d'exposition sur l'esquisse avec la participation de 40 grandes signatures marocaines et européennes;en 2014[6]
- Galerie Noir sur Blanc à Marrakech :Exposition les enfances de l'art;en 2014
- Galerie Bassama à  Casablanca : Exposition 2 plus 2, en 2014
- Participation aux ventes aux enchères au profit des "heures joyeuses" en 2013
- Participation au muserolle organise par l'OSUI en 2013
- Inauguration Bassma art gallery à Casablanca en 2012
- Exposition écologie art au forum de la culture organisée par l'association Arkane en 2012
- Participation à la biennale de Casablanca organisée par Maroc Premium en 2012
- Exposition hommage à Chaibia, regards de femmes à la fondation Al Saouda Casablanca en 2012
- Inauguration de la galerie des cœurs à Marrakech au profit de la ligue marocaine pour la protection de l'enfance en 2012